# Club Patí Calafell
El Club Patí Calafell, también denominado Parlem Calafell por razones de patrocinio, es un club de hockey sobre patines de la localidad tarraconense de Calafell. Fue fundado en el año 1952 y actualmente milita en la OK Liga.

## Historia
El 9 de junio de 1952, el cura de la Parroquia de la Santa Cruz de Calafell, Jaume Tobella i Llobet, aceptó la idea de poner en marcha un equipo de hockey en la localidad como una sección del Centro Parroquial. La idea nació tras la celebración en Barcelona del Campeonato del Mundo de 1951. El Centro Parroquial ya disponía de secciones de baloncesto, ajedrez y tenis de mesa. El presidente del Centro en esa época era Vicente Espiña.
El club debutó en competición oficial en la temporada 1954-1955. Jugó en la pista de la Rectoría hasta el curso 1964-1965. La temporada siguiente jugó en la Pista del Litu, en la pista del cine de la playa. En el curso 1966-1967 se instaló en la pista de Las Escuelas. En estos años el club cambió su denominación por la de Club Patín Calafell. La temporada 1963-1964 el equipo se proclama campeón de España y Cataluña de segunda división y asciende a primera división (posteriormente denominada División de Honor).
En la temporada 1975-1976 se empezó a construir el actual pabellón municipal. En la temporada 1980-1981 el club se proclama campeón de Primera División y asciende a División de Honor.
En 1981 se puso en funcionamiento la sección de patinaje artístico.
En la temporada 2010-11 consiguió el ascenso a la OK Liga, treinta años después de haberla disputado por última vez en la temporada 1980-81. El equipo se mantuvo en la máxima categoría hasta la temporada 2015-16 en la que finaliza colista y desciende a Primera División. Tras dos años en la categoría de plata, vuelve a disputar la OK Liga en la temporada 2018–19.
El 24 de abril de 2022 consigue por primera vez en su historia un título europeo, concretamente la Copa World Skate Europe al derrotar al Follonica Hockey italiano por 6 goles a 5.
El 13 de noviembre de 2022 el CP Calafell supera al Noia en la tanda de faltas directas y se proclama campeón de la Liga Catalana por primera vez en su historia, título que repetiría tan sólo dos años después, el 29 de septiembre de 2024 ganando al St Just en la final disputada en Vendrell..

## Resultados por temporada
Nota aclaratoria:
|  | Temporada culminada con ascenso a categoría superior |

|  | Temporada culminada con descenso a categoría inferior |

| 2007–08 | 3 | Liga Nacional Catalana | 12.º |                  |                                        |  |  |
| 2008–09 | 3 | Liga Nacional Catalana | 1.º  |                  |                                        |  |  |
| 2009–10 | 2 | 1.ª División           | 5.º  |                  |                                        |  |  |
| 2010–11 | 2 | 1.ª División           | 3.º  |                  |                                        |  |  |
| 2011–12 | 1 | OK Liga                | 11.º |                  |                                        |  |  |
| 2012–13 | 1 | OK Liga                | 13.º |                  |                                        |  |  |
| 2013–14 | 1 | OK Liga                | 8.º  |                  |                                        |  |  |
| 2014–15 | 1 | OK Liga                | 12.º |                  | Dieciseisavos de final Copa de la Cers |  |  |
| 2015–16 | 1 | OK Liga                | 16.º |                  |                                        |  |  |
| 2016–17 | 2 | 1.ª División           | 10.º |                  |                                        |  |  |
| 2017–18 | 2 | 1.ª División           | 1.º  |                  |                                        |  |  |
| 2018–19 | 1 | OK Liga                | 10.º |                  |                                        |  |  |
| 2019–20 | 1 | OK Liga                | 8.º  |                  |                                        |  |  |
| 2020–21 | 1 | OK Liga                | 8.º  |                  |                                        |  |  |
| 2021–22 | 1 | OK Liga                | 6.º  | Cuartos de final | Campeón                                |  |  |
| 2022–23 | 1 | OK Liga                | 3.º  | Cuartos de final | Fase de grupos Champions League        |  |  |
| 2023–24 | 1 | OK Liga                | 5.º  | Semifinal        | Fase de grupos Champions League        |  |  |
| 2024-25 | 1 | Ok Liga                |      |                  |                                        |  |  |
| 2025-26 |   |                        |      |                  |                                        |  |  |

## Palmarés
- 2 Lliga Catalana (22-23 y 24-25)
- 1 Copa World Skate Europe (2021-22)[2]
- 1 Liga Nacional Catalana (2008-09)
- 1 Copa del Príncipe (2009-10)[3]
- 1 Liga Primera División (2017-18)[4]
- 1 Copa SAR Princesa de Asturias (2017-18)[5]